# Lavaux-Oron (huyện)
| District de Lavaux-Oron                          | District de Lavaux-Oron |
| Thông tin chung                                  | Thông tin chung         |
| ------------------------------------------------ | ----------------------- |
| Bang:                                            | Waadt                   |
| Thủ phủ:                                         | Cully                   |
| BFS-Nr.:                                         | 2226                    |
| Diện tích:                                       | 134.57 km²              |
| Dân số:                                          | 53940 (2007)            |
| Mật độ dân số:                                   | 400.83 người/km²        |
| Bản đồ                                           |                         |
| 290px\|center\|Karte von District de Lavaux-Oron |                         |

Kategorie:Schweizer Bezirk
Huyện Lavaux-Oron là một huyện ở bang Vaud của Thuỵ Sĩ. Huyện này có diện tích 134,57 km², dân số năm 2007 là 53.940 người. Huyện bao gồm 32 đô thị.
| Huy hiệu             | Đô thị                  | Dân số (31/12/2007) | Diện tích bằng km² |
| -------------------- | ----------------------- | ------------------- | ------------------ |
| Belmont-sur-Lausanne | Belmont-sur-Lausanne    | 3183                | 2.64               |
| Bussigny-sur-Oron    | Bussigny-sur-Oron       | 73                  | 1.17               |
| Châtillens           | Châtillens              | 459                 | 2.11               |
| Chesalles-sur-Oron   | Chesalles-sur-Oron      | 167                 | 2.00               |
| Chexbres             | Chexbres                | 2000                | 2.14               |
| Les Cullayes         | Les Cullayes            | 679                 | 2.12               |
| Cully                | Cully                   | 1745                | 2.37               |
| Ecoteaux             | Ecoteaux                | 318                 | 3.55               |
| Epesses              | Epesses                 | 314                 | 1.60               |
| Essertes             | Essertes                | 264                 | 1.66               |
| Ferlens              | Ferlens                 | 294                 | 2.18               |
| Forel                | Forel (Lavaux)          | 1863                | 18.53              |
| Grandvaux            | Grandvaux               | 1963                | 2.95               |
| Lutry                | Lutry                   | 8849                | 8.46               |
| Maracon              | Maracon                 | 424                 | 4.39               |
| Mézières             | Mézières                | 1059                | 3.48               |
| Montpreveyres        | Montpreveyres           | 512                 | 4.11               |
| Oron-la-Ville        | Oron-la-Ville           | 1306                | 3.11               |
| Oron-le-Châtel       | Oron-le-Châtel          | 282                 | 1.26               |
| Palézieux            | Palézieux               | 1266                | 5.77               |
| Paudex               | Paudex                  | 1349                | 0.49               |
| Puidoux              | Puidoux                 | 2446                | 22.86              |
| Pully                | Pully                   | 16'680              | 5.84               |
| Riex                 | Riex                    | 273                 | 1.37               |
| Rivaz                | Rivaz                   | 362                 | 0.32               |
| Saint-Saphorin       | Saint-Saphorin (Lavaux) | 372                 | 0.90               |
| Savigny              | Savigny                 | 3313                | 16.00              |
| Servion              | Servion                 | 1062                | 4.20               |
| Les Tavernes         | Les Tavernes            | 127                 | 2.29               |
| Les Thioleyres       | Les Thioleyres          | 210                 | 1.93               |
| Villette             | Villette (Lavaux)       | 602                 | 1.36               |
| Vuibroye             | Vuibroye                | 124                 | 1.41               |
|                      | Tổng cộng (32)          | 53'940              | 134.57             |